# Tzajaltetic
Tzajaltetic es una localidad del estado mexicano de Chiapas. Es parte del municipio de Chamula.

## Demografía
| Gráfica de evolución demográfica |
|                                  |

| Censo | Población |
| ----- | --------- |
| 1921  | 165       |
| 1930  | 381       |
| 1940  | 1 134     |
| 1950  | 404       |
| 1960  | 241       |
| 1970  | 476       |
| 1980  | 388       |
| 1990  | 757       |
| 2000  | 1 040     |
| 2010  | 566       |
| 2020  | 1 088     |